# 岩田太郎
岩田 太郎（いわた たろう、1871年11月26日（明治4年10月14日） - 1936年（昭和11年）5月16日）は、葛飾県相馬郡高野村（現・茨城県守谷市高野）出身の実業家・大日本蚕業研究会講習所設置者。

## 概要
日本の重要な産業であった生糸の養蚕の発展に努め、大日本蚕業研究会講習所を設置した人物である。岩田家は高野村の名主を務めていた家で、父定吉が1868年（明治元年）より蚕業を始め、太郎は家業を次いで良質な蚕種の開発に努めた。1895年（明治28年）には高野村の農会結成と同時に会長となり、蚕業の開発の成果が出ると全国に普及させるため、1896年（明治29年）に北相馬郡高野村大字高野92番地（現・守谷市高野92番地）に大日本蚕業研究会講習所を設置した。講習所の設置後は会報｢蚕業の友｣を毎月発刊し新説や実験の発表を行い、読者数は15,000名、会員数は4,000名を超えた。
講習所は定員30名としていたが開所当初より受講希望者が全国から殺到し、3月20日 - 4月18日までを学理を習得する一期、4月19日 - 7月10日までを実習を行う二期に分けて講習を行った。しかし、さらに受講希望者が増えたために校舎を拡張し、7月6日 - 9月10日までの講習期間を設けて三期制とした。年度ごとに代わる講師には農学博士をはじめとする蚕業界の権威者を招き、文学士なども招かれた。その功績が広まった1907年（明治40年）11月には、宮内大臣を通じ明治天皇より激励の言葉を賜った。
しかし、重工業がメインとなると共に蚕業は衰退し、1924年（大正13年）7月の第24回講習生を最後に大日本蚕業研究会講習所は閉鎖となった。その後は専任教師大竹長之助が教場を守谷町城内（現・守谷市本町）へ移す形で継承し、蚕紙製造業も併せて行われるようになった。
岩田太郎は講習所からは一線を引いたものの、蚕業界に貢献するために事業計画を立てていたが病となり、1936年（昭和11年）5月16日に高野村にて65歳で死去した。生前には1929年（昭和4年）3月に蚕種同業組合の名誉顧問へと推薦されるまでに17種の名誉職へ推薦されているほか、死後も｢岩田太郎翁紀功碑建立賛助会｣が結成され、内地のみならぬ朝鮮にも会員を有した。
紀功碑は1941年（昭和16年）11月に茨城県水戸市愛宕町にある茨城県蚕業試験場構内に建立され、第二次世界大戦後に試験場と共に同県真壁郡関城町（現・筑西市）に移され、最終的に岩田太郎の生誕地であり、大日本蚕業研究会講習所の所在地でもある守谷市高野へと移された。